# Развој светског рекорда у брзом ходању на 50 километара за мушкарце
Први светски рекорд у брзом ходању на 50 км у мушкој конкуренцији признат је од ИААФ (International Association of Athletics Federations – Међународна атлетска федерација), 1924. године. То је било време Паула Сиверта из Немачке од 4:34:03 сата.
Да данас (30.6.2017.) ИААФ је ратификовао укупно 5 светска рекорда у мушкој конкуренцији. Актуелни рекорд поставио је 15. августа 2014. Јоан Диниз из Француске у времену 3:32:33.
       Рекорди ратификовани од ИААФ-а
| Време   | Атлетичар         | Земља           | Место                     | Датум               | Трајање               |
| ------- | ----------------- | --------------- | ------------------------- | ------------------- | --------------------- |
| 4:40:15 | Херман Милер      | Немачка         | Минхен, Немачка           | 7. септембар 1921.  | 3 године и 17 дана    |
| 4:36:22 | Карл Хахнел       | Немачка         | Берлин, Немачка           | 24. септембар 1924. | 11 дана               |
| 4:34:03 | Паул Сиверт       | Немачка         | Минхен, Немачка           | 5. октобар 1924.    | 3 године и 347 дана   |
| 4:30:22 | Романо Вечети     | Италија         | Рим, Италија              | 16. септембар 1928. | 7 година и 286 дана   |
| 4:26:41 | Едгар Брун        | Норвешка        | Осло, Норвешка            | 28. јуни 1936.      | 5 година и 50 дана    |
| 4:24:47 | Виго Ингворсен    | Данска          | Оденсе, Данска            | 17. август 1941.    | 4 године и 352 дана   |
| 4:23:40 | Јожеф Долежал     | Чехословачка    | Подјебради, Чехословачка  | 4. август 1946.     | 6 година и 20 дана    |
| 4:23:14 | Јожеф Долежал     | Чехословачка    | Подјебради, Чехословачка  | 24. август 1952.    | 5 дана                |
| 4:20:30 | Владимир Ухов     | Совјетски Савез | Лењинград, СССР           | 29. август 1952.    | 2 године и 14 дана    |
| 4:16:06 | Јожеф Долежал     | Чехословачка    | Подјебради, Чехословачка  | 12. септембар 1954. | 1 година и 66 дана    |
| 4:07:29 | Анатолиј Јегоров  | Совјетски Савез | Тбилиси, СССР             | 17. новембар 1955.  | −29 година и 243 дана |
| 4:05:13 | Григориј Климов   | Совјетски Савез | Москва, СССР              | 10. август 1956.    | 3 године и 3 дана     |
| 4:03:53 | Анатолиј Ведјаков | Совјетски Савез | Москва, СССР              | 13. август 1959.    | 1 година и 64 дана    |
| 4:03:02 | Абдон Памич       | Италија         | Ponte San Pietro, Италија | 16. октобар 1960.   | 305 дана              |
| 4:01:39 | Григориј Климов   | Совјетски Савез | Лењинград, СССР           | 17. август 1961.    | 19 дана               |
| 4:00:50 | Михаил Лавров     | Совјетски Савез | Казан, СССР               | 5. септембар 1961.  | 5 година и 42 дана    |
| 3:55:36 | Генадиј Агапов    | Совјетски Савез | Алма Ата, СССР            | 17. октобар 1965.   | 6 година и 223 дана   |
| 3:52:45 | Берн Каненберг    | Западна Немачка | Бремен, Западна Немачка   | 27. мај 1972.       | 5 година и 331 дан    |
| 3:45:52 | Раул Гонзалез     | Мексико         | Mixhuca, Мексико          | 23. април 1978.     | 54 дана               |
| 3:41:20 | Раул Гонзалез     | Мексико         | Подјебради, Чехословачка  | 16. јуни 1978.      | 4 године и 270 дана   |
| 3:40:46 | Хозе Марин        | Шпанија         | Валенција, Шпанија        | 13. март 1983.      | 2 године и 129 дана   |
| 3:38:31 | Роналд Вајгел     | Источна Немачка | Берлин, Немачка           | 20. јули 1984.      | 1 година и 309 дана   |
| 3:38:17 | Роналд Вајгел     | Источна Немачка | Потсдам, Немачка          | 25. мај 1986.       | 3 године и 72 дана    |
| 3:37:41 | Андреј Перлов     | Совјетски Савез | Лењинград, СССР           | 5. август 1989.     | 10 година и 290 дана  |
| 3:37:26 | Валери Спитсин    | Русија          | Москва, Русија            | 21. мај 2000.       | 2 године и 79 дана    |
| 3:36:39 | Роберт Кожењовски | Пољска          | Минхен, Немачка           | 8. август 2002.     | 1 година и 19 дана    |
| 3:36:03 | Роберт Кожењовски | Пољска          | Париз, Француска          | 27. август 2003.    | 3 године и 97 дана    |
| 3:35:29 | Денис Нижегородов | Русија          | Чебоксари, Русија         | 4. јуни 2004.       | 2 године и 181 дан    |
| 3:35:47 | Нејтан Дикс       | Аустралија      | Џилонг, Аустралија        | 2. децембар 2006.   | 1 година и 161 дан    |
| 3:34:14 | Денис Нижегородов | Русија          | Чебоксари, Русија         | 11. мај 2008.       | 6 година и 96 дана    |
| 3:32:33 | Јоан Диниз        | Француска       | Цирих, Швајцарска         | 15. август 2014.    | 10 година и 288 дана  |